# Rubus arcuans
Rubus arcuans är en rosväxtart som beskrevs av Merritt Lyndon Fernald och St. John. Rubus arcuans ingår i släktet rubusar, och familjen rosväxter. Inga underarter finns listade i Catalogue of Life.